# Henri Cartier-Bresson
Henri Cartier-Bresson (Chanteloup-en-Brie, 1908. augusztus 22. – Montjustin (Alpes-de-Haute-Provence), 2004. augusztus 3.) francia fotográfus. 
„Fényképezni annyit jelent, mint visszatartani a lélegzetet, amikor az illékony valóság pillanatában minden képességünk egyesül. Akkor a fej, a szem, a szív is ugyanazért működik. A fényképezés egyfajta kiáltás, de nem azért, hogy eredetiséget bizonyítsuk. A fényképezés az élet egyik formája.” (Henri Cartier-Bresson)

## Élete
Az 1920-as években festészettel foglalkozott, több francia mesternél tanult, majd 1928-tól egy éven keresztül Cambridge-ben folytatott festészeti és irodalmi tanulmányokat. 1931-ben kezdett fényképezni egy Leica fényképezőgéppel. 1934-1935-ben egy mexikói néprajzi expedíció fotósa volt. Ugyanebben az évben New Yorkba költözött, itt állandó szerződése nem volt, ebben az időben Paul Stranddel együtt a filmezés technikáját tanulmányozta. 1936–1939 között Jean Renoir francia filmrendező asszisztense volt, dolgozott a La Vie est a Nous és a La Régle du Jeu forgatásán. 1937-ben Herbert Kleinnel dokumentumfilmet készített a spanyol köztársasági hadsereg kórházairól.  
A második világháború kezdetén a hadsereg tudósítószázadának fényképésze lett. 1940–1943 között egy hadifogolytáborban raboskodott, de sikerült megszöknie. Az Egyesült Államokban halottnak hitték és a háború befejezésekor emlékkiállítást rendeztek a tiszteletére a New York-i Modern Művészetek Múzeumában. 1943-ban festőművészek portréi készítésével kereste meg a kenyerét, és ő maga is visszatért a képzőművészethez: gouache-képeket csinált. A háború utolsó évében végigfényképezte Franciaország és Párizs felszabadítását.  
A háború után Párizsban élt szabadúszó fotográfusként. 1947-ben a Magnum ügynökség egyik alapító tagja volt Robert Capa, David Seymour és George Rodger társaságában. Több alkalommal is kitüntették az Award of the Overseas Press Club of America díjával (1948, 1954, 1960, 1964). Az 1950-es évektől több nagyszabású fotós körutat tett, végigexponálta Indiát, Burmát, Pakisztánt, Indonéziát (1948–50), majd körbeutazza a Szovjetuniót (1954), Kínát (1959), Kubát, Mexikót, Kanadát (1960). Az 1960-as években dokumentumfilmeket készített brit és német televíziók számára. 1974-től festészettel és rajzzal foglalkozott, a fényképészet háttérbe szorult. Bár ezek az alkotások olyan nagy múzeumok gyűjteményébe kerültek be, mint a londoni Royal College of Art, a firenzei Palazzo Medici és a minneapolisi Institut of Art, a lehetőséget elsősorban a fotóművészetben elért sikereinek köszönhette és nem a festészeti tehetségének. 
Első önálló fotós kiállítását 1932-ben rendezte a New York-i Julien Levy Galériában, a hatalmas siker hatására fotográfiáit a világ legjelentősebb múzeumai és galériái mutatták be.
2000-ben feleségével, a szintén fotós Martine Franckkal és lányával, Párizsban létrehozta az Henri Cartier-Bresson Alapítványt, ahol az ő alkotásain kívül más fotóművészek, filmesek, építészek és grafikusok munkáit is bemutatják.

## Díjai

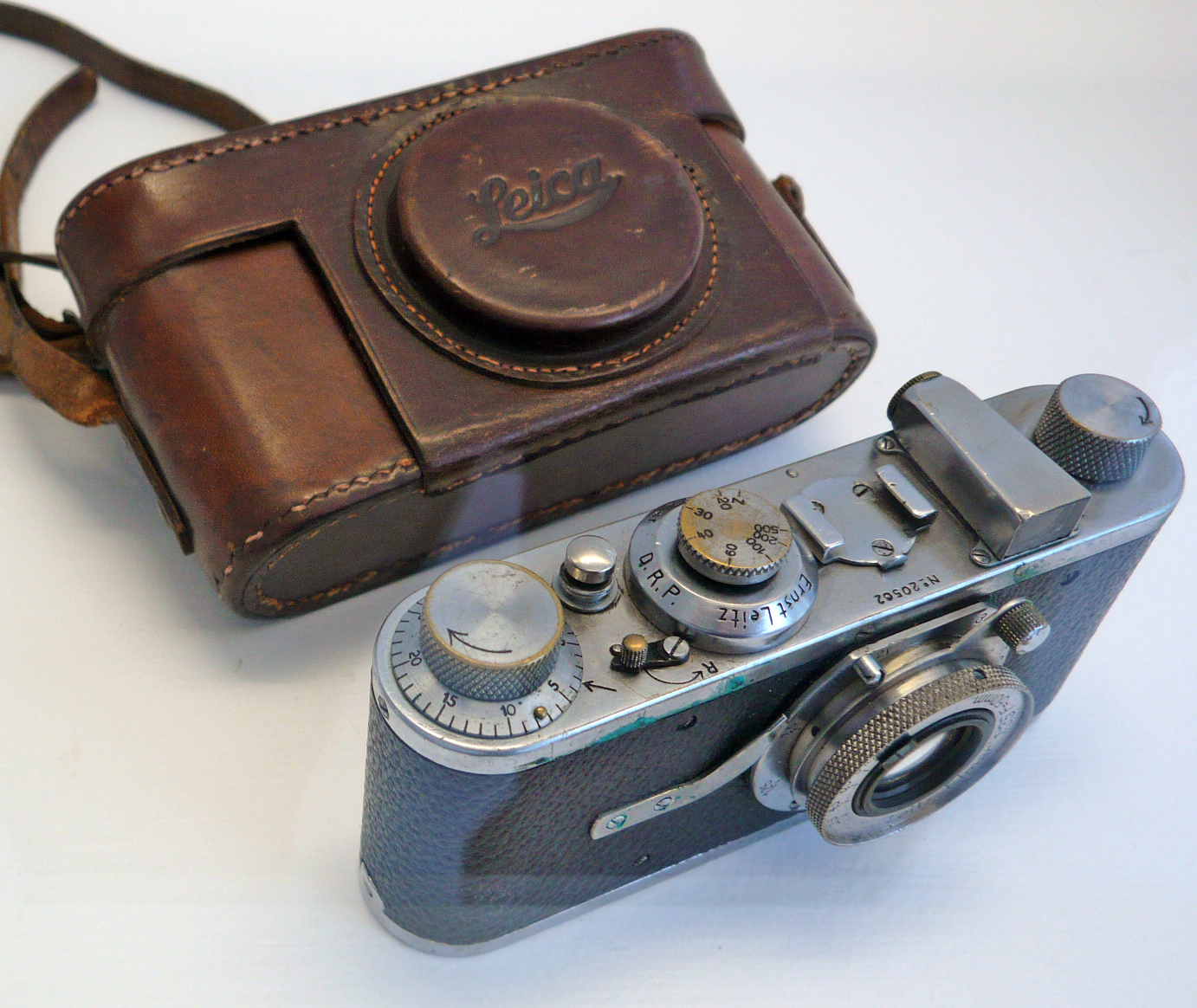
Cartier-Bresson első Leicaja

- 1948 Overseas Press Club of America Award
- 1953 The A.S.M.P. Award
- 1954 Overseas Press Club of America Award
- 1959 The Prix de la Société Française de Photographie
- 1960 Overseas Press Club of America Award
- 1964 Overseas Press Club of America Award
- 1975 The Culture Prize, Deutsche Gesellschaft für Photographie
- 1981 Grand Prix National de la Photographie
- 1982 Hasselblad Award

## Kiállításai

### Állandó kiállításai
- Bibliothèque Nationale de France, Párizs, Franciaország
- De Menil Collection, Houston, Texas, USA
- University of Fine Arts, Oszaka, Japán
- Victoria and Albert Museum, London, Nagy-Britannia
- Maison Européenne de la Photographie, Párizs, Franciaország
- Musée Carnavalet, Párizs, Franciaország
- Museum of Modern Art, New York, USA
- The Art Institute of Chicago, Illinois, USA
- The Getty Museum, Los Angeles, Kalifornia, USA
- Institute for Contemporary Photography, New York, USA
- The Philadelphia Art Institute, Philadelphia, Pennsylvania, USA
- The Museum of Fine Arts, Houston, USA
- Kahitsukan Kyoto Museum of Contemporary Art, Kiotó, Japán
- Museum of Modern Art, Tel Aviv, Izrael
- Stockholm Modern Museet, Stockholm, Svédország

### Időszaki kiállításai
- 2003–2005 Retrospektív, Bibliothèque Nationale, Párizs; La Caixa, Barcelona; Martin-Gropius-Bau, Berlin; Museum of Modern Art, Róma; Dean Gallery, Edinburgh; Museum of Modern Art, New York, U.S.A.; Museo Nacional de Bellas Artes, Santiago, Chile
- 2004 Museum Ludwig, Köln
- 2004 Baukunst Galerie, Köln
- 2004 Martin-Gropius-Bau, Berlin
- 1998–1999 Photographien und Zeichnungen – Baukunst Galerie, Köln
- 1998 Line by Line – Royal College of Art, London
- 1998 Kunsthaus Zürich, Zürich
- 1998 Galerie Beyeler, Bázel
- 1998 Kunstverein für die Rheinlande und Westfalen, Düsseldorf
- 1998 Tête à Tête – National Portrait Gallery, London
- 1998 Galerie Löhrl, Mönchengladbach
- 1998 Howard Greenberggh Gallery, New York, U.S.A.
- 1997 De Européenne – Maison Européenne de la Photographie, Párizs
- 1997 Henri Cartier-Bresson, dessins – Musée des Beaux-Arts, Montreal, Kanada
- 1974–1997 Galerie Claude Bernard, Párizs
- 1996 Henri Cartier-Bresson: Pen brush and Cameras – The Minneapolis Institute of Arts, U.S.A.
- 1995 Dessins e Hommage à Henri Cartier-Bresson – CRAG Centre Régional d’Art Contemporain Valence, Drome, Franciaország
- 1994 Dessins e première photos – La Caridad, Barcelona, Spanyolország
- 1993 Photo Dessin – Dessin Photo, Arles, Franciaország
- 1992 Musée de Noyers-sur-Serein, Franciaország
- 1992 Palazzo San Vitale, Parma, Olaszország
- 1992 Centro de Exposiciones, Saragossa and Logrono, Spanyolország
- 1992 L'Amérique – FNAC, Párizs
- 1992 Hommage à Henri Cartier-Bresson – International Center of Photography, New York, U.S.A.
- 1991 Taipei Fine Arts Museum, Tajvan (rajzok és fényképek)
- 1990 Galerie Arnold Herstand, New York
- 1989 Mannheimer Kunstverein, Mannheim, Németország (rajzok és fényképek)
- 1989 Fondation Pierre Gianadda, Martigny, Svájc (rajzok és fényképek)
- 1989 Printemps Ginza, Tokió
- 1989 Chapelle de l'École des Beaux-Arts, Párizs
- 1988 Palais Lichtenstein, Bécs
- 1988 Salzburger Landessammlung, Ausztria
- 1988 Institut français, Athén
- 1987 Museum of Modern Art, Oxford (rajzok és fényképek)
- 1987 Early Photographs – Museum of Modern Art, New York, USA
- 1986 L'Institut français de Stockholm
- 1986 Tor Vergata University, Róma
- 1986 Pavillon d'Arte contemporanea, Milánó
- 1984–1985 Paris à vue d’œil – Musée Carnavalet, Párizs
- 1985 Modern Művészetek Múzeuma, Mexikó
- 1985 Henri Cartier-Bresson en Inde – Centre National de la Photographie, Palais de Tokyo, Párizs
- 1984 Osaka University of Arts, Japán
- 1983 Printemps Ginza – Tokió
- 1982 Hommage a Henri Cartier-Bresson – Centre National de la Photographie, Palais de Tokyo, Párizs
- 1981 Musée d'Art moderne de la Villa de Paris, Franciaország
- 1981 Retrospective – Musée d'Art de la Ville
- 1980 Portraits – Galerie Eric Franck, Genf, Svájc
- 1975 Carlton Gallery, New York
- 1975 Galerie Bischofberger, Zürich
- 1974 Exhibition about the USSR, International Center of Photography, New York, USA
- 1970 En France – Grande Palais, Paris. Később az USA-ban, a Szovjetunióban, Ausztráliában és Japánban
- 1965–1967 2. retrospektív, Tokió, Musée des Arts décoratifs, Párizs, New York, London, Amszterdam, Róma, Zürich, Köln és egyéb városok
- 1964 Philipps Collection, Washington
- 1963 Photokina, Köln
- 1956 Photokina, Köln
- 1955 Retrospektív – Musée des Arts décoratifs, Párizs
- 1952 Institute of Contemporary Art, London
- 1947 Museum of Modern Art, New York
- 1934 Szépművészeti Palota, Mexikóváros (Manuel Álvarez Bravóval)
- 1933 Julien Levy Gallery, New York
- 1933 Cercle Atheneo, Madrid

## Filmjei

### Rendezései
Henri Cartier-Bresson másod asszisztensként dolgozott Jean Renoir rendező mellett 1936-ban a La vie est à nous és a Une partie de campagne, valamint 1939-ben a La Règle du Jeu című filmekben.
- 1937: Victoire de la vie. Dokumentumfilm a Spanyol Köztársaság kórházairól: Hosszúság: 49 perc. Fekete-fehér film.
- 1938: L’Espagne Vivra. Dokumentumfilm a spanyol polgárháborúról és a háború utáni periódusról. Hosszúság: 43 perc. Fekete-fehér film.
- 1944–45: Le Retour. Dokumentumfilm a háborús foglyokról. Hosszúság: 32 perc és 37 másodperc. Fekete-fehér film.
- 1969–70: Impressions of California. Hosszúság: 23 perc és 20 másodperc. Színes.
- 1969–70: Southern Exposures. Hosszúság: 22 perc és 25 másodperc. Színes.

## Külső hivatkozások
- Henri Cartier-Bresson Society Archiválva 2011. április 20-i dátummal a Wayback Machine-ben
- Henri Cartier-Bresson’s biographic sketch a „Find A Grave” honlapon.
- Henri Cartier-Bresson alapítvány
- Tête à Tête: Portraits by Henri Cartier-Bresson at the National Portrait Gallery, Washington DC
- Tête à Tête: Special Feature by Washington Post of the Exhibition by Henri Cartier-Bresson Archiválva 2015. február 10-i dátummal a Wayback Machine-ben
- Henri Cartier-Bresson at the Metropolitan Museum of Art, New York City
- Magnum Photos Web Site
- Cartier-Bresson’s Impact on Photojournalism (hatása a sajtófotósi szakmára)
- Henri Cartier-Bresson / When Photography Becomes Art (hollandul)
- Henri Cartier-Bresson Online